# Chay Blyth
Sir Charles Blyth, CBE, BEM (* 14. Mai 1940 in Hawick, Roxburghshire), bekannt geworden als Chay Blyth, ist ein schottischer Segler und Ruderer. Er war der erste Einhandsegler, der 1971 die Welt von Ost nach West gegen die vorherrschende Westwindrichtung ohne Zwischenstopp in der 59 Fuß langen Yacht British Steel umrundete.

## Lebensweg
Chay Blyth wuchs als jüngstes Kind einer Arbeiterfamilie mit fünf Mädchen und zwei Jungen auf. Im Alter von 15 Jahren verließ er die Schule, um als Lehrling in die örtliche Textilfabrik zu gehen. Mit 18 Jahren meldete er sich zum Britischen Heer und diente in einer Fallschirmspringer-Einheit. Er stieg schnell auf und bekleidete schon im Alter von 21 als jüngster Vorgesetzter den militärischen Rang platoon sergeant.

### Karriere als Ruderer und Segler
Im Jahr 1966, noch als Angehöriger der Armee, ruderte er gemeinsam mit Captain John Ridgway in einer offenen 20 Fuß langen Dory mit dem Namen English Rose III über den Nordatlantik. Nach der erfolgreichen Bewältigung dieser Atlantiküberquerung von Cape Cod bis zu den Aran-Inseln in 92 Tagen erhielt Chay Blyth die British-Empire-Medaille (BEM).
1968 nahm er ohne jegliche Segelerfahrung an dem Sunday Times Golden Globe Race mit der 30-Fuß-Yacht Dytiscus teil, musste wegen Sturmschäden jedoch aufgeben.
1971 wurde Chay Blyth international bekannt durch seine erste Non-Stop-Weltumseglung, die er als Einhandsegler gegen die vorherrschende Windrichtung von Ost nach West durchführte. Mit der 59 Fuß großen Yacht British Steel, benannt nach dem Sponsor der Weltumseglung, benötigte er 292 Tage. Diese Reise brachte ihn nach eigenen Berichten an den Rand der physischen Belastbarkeit. Für diese überragende seglerische Leistung erhielt er den Orden Commander of the British Empire (CBE).
Im Jahr 1973 führte er als Skipper eine Mannschaft von britischen Fallschirmspringern mit der Yacht Great Britain II im Whitbread Round the World Yacht Race zum Gesamtsieg nach gesegelter Zeit. Unvergessen ist die Härte und Konsequenz, mit der er seine militärisch gedrillte Mannschaft führte. So wurde zur Gewichtsoptimierung alles von Bord gebracht, was nicht unbedingt notwendig war, sogar die Zahnbürsten wurden in der Mitte durchgebrochen, um Gewicht zu sparen.
1978 gewann Chay Blyth das anspruchsvolle Rennen rund um die Britische Insel, das Round Britain Race, mit der Yacht Great Britain IV.
1981 gewann er mit der Yacht Brittany Ferries GB das Two Handed Trans-Atlantic Race mit seinem Mitsegler Robert „Rob“ James, wobei sie den bestehenden Zeitrekord brachen. Im selben Jahr erreichte er mit der gleichen Yacht den zweiten Platz beim Round Britain Race.
1984 kenterte er mit seinem Mitsegler Eric Blunn mit dem Trimaran Beefeater II vor Kap Hoorn während des Rekordversuches New York – San Francisco. Beide Segler verbrachten 19 Stunden im kalten Wasser, bevor sie gerettet wurden.
Blyth nahm als Co-Skipper gemeinsam mit Richard Branson an der Virgin Atlantic Challenger I und der Virgin Atlantic Challenger II in den Jahren 1985 und 1986 teil und gewann das Blaue Band des Atlantik (Blue Riband of the Atlantic).
Chay Blyth organisierte 1989 das British Steel Challenge, um dann die Firma Challenge Business zu gründen. Diese Veranstaltung ermöglichte es, dass Amateure in einem professionell organisierten Rennen um die Welt segeln konnten.
Auf die British Steel Challenge folgten nacheinander zwei BT Global Challenge Rennen in den Jahren 1996/1997 und 2000/2001. Probleme auf Seiten der Sponsoren konnten nicht gelöst werden, sodass das Global Challenge Rennen 2004/2005 ohne Hauptsponsor stattfand.
Im Jahre 1997 erhielt Chay Blyth die Ritterwürde und wurde zum Knight Bachelor von Königin Elisabeth II. geschlagen für seine Verdienste um den Segelsport und durfte sich nun Sir Chay Blyth nennen.

### Karriere als Geschäftsmann
Sir Chay Blyth gründete die Firma Challenge Business, um die Regatta Global Challenge Round the World zu organisieren und durchzuführen. Das Chartered Institute of Marketing verlieh ihm die Auszeichnung The Companion of Honour im Jahr 2000 für seine Verdienste um ein professionelles Marketing.
Sir Chay ist der Vorsitzende von Inspiring Performance. Er ist auch Vorstandsvorsitzender der Eisenbahngesellschaft First Great Western.
Als Vorsitzender von Challenge Business wurde er zum Förderer der britischen Seglerin Denise Caffari bei ihrem erfolgreichen Versuch in den Jahren 2005/2006 als erste Frau einhand gegen die vorherrschende Windrichtung von Ost nach West die Erde zu umsegeln.

## Ehrungen
- 1966: British-Empire-Medaille
- 1971: Commander of the British Empire (CBE)
- 1971: Yachtsman of the Year für die Nonstop-Einhand-Weltumseglung Ost-West
- 1971: Chichester Trophy für die Nonstop-Einhand-Weltumseglung Ost-West
- 1997: Ehrendoktorwürde für Recht von der Universität von Portsmouth (England)
- 1997: Knight Bachelor (zum Ritter geschlagen) durch Königin Elisabeth II.
- Eine Straße in seinem Geburtsort Hawick ist nach ihm benannt worden: „Chay Blyth Place“
- 2000: Aufnahme die in die Scottish Sports Hall of Fame[6]
- 2022: Aufnahme die in die neu geschaffene Cape Horn Hall of Fame als einer der ersten 28 Mitglieder (englisch Inductees)[7]

## Schriften
- mit John Ridgway: A fighting chance. Hamlyn, 1966.
- Chay Blyth: The Impossible Voyage, His own story of the first solo non-stop wrong way round the world sail.
- Chay Blyth: Theirs is the glory, Great Britain II and the Round the World Race. Hodder and Stoughton, 1974, ISBN 0-340-18518-X.